# 야나가와번 (무쓰국)
야나가와 번(일본어: 梁川藩 야나가와한[*])은 일본 에도 시대, 무쓰국 다테군에 있었던 번이다. 지금의 후쿠시마현 다테시 야나가와 정에 있던 야나가와 성의 일부를 진야로 사용하였다. 처음에는 오와리번 도쿠가와 가문의 지번이었고, 나중에 일시적으로 마쓰마에 가문의 이봉지가 되었다.

## 번의 역사
오와리번의 2대 번주 도쿠가와 미쓰토모의 아들 마쓰다이라 요시마사는 장남으로 태어났지만, 서출인 탓에 미쓰토모의 정실 자식들이 태어나자 셋째 아들이 되었다. 대신 1683년, 요시마사는 아버지로부터 3만 석의 영지를 받고 오와리 번의 지번인 야나가와 번을 세우게 된다. 이후 1729년, 3대 번주 요시자네가 후사 없이 죽자 폐번되었으나, 그해에 오와리 번 3대 번주 도쿠가와 쓰나나리의 열아홉 번째 아들 마쓰다이라 미치하루에게 다시 3만 석 영지가 주어지면서 번이 계승되었다. 이듬해 미치하루는 오와리 번을 상속받게 되면서 번은 다시 폐지되었다.
그 후 1807년, 막부의 에조치 직할 조치에 따라 마쓰마에번의 마쓰마에 아키히로가 야나가와의 9천 석 영지를 받아 이봉되었다. 1821년에 아키히로가 다시 에조치를 반환받고 마쓰마에로 돌아가면서 야나가와 번은 폐지되었다.

## 역대 번주
오와리 마쓰다이라 가문
(신판 다이묘, 고렌시, 3만 석)
1. 마쓰다이라 요시마사(松平義昌) 재위 1683년 ~ 1713년
2. 마쓰다이라 요시카타(松平義方) 재위 1713년 ~ 1721년
3. 마쓰다이라 요시자네(松平義真) 재위 1721년 ~ 1729년
4. 마쓰다이라 미치하루(松平通春) 재위 1729년 ~ 1730년

마쓰마에 가문
(도자마 다이묘, 9천 석)
- 마쓰마에 아키히로(松前章広) 재위 1807년 ~ 1821년